# Amphibulus
Amphibulus is een geslacht van insecten uit de orde vliesvleugeligen (Hymenoptera) en de familie Ichneumonidae.

## Soorten
- A. africanus Luhman, 1991
- A. albimaculatus Sheng, 2000
- A. auranticeps Luhman, 1991
- A. aurarius Luhman, 1991
- A. aureolus Luhman, 1991
- A. bicolor Luhman, 1991
- A. borealis Luhman, 1991
- A. carinarum Luhman, 1991
- A. dentatus Luhman, 1991
- A. duodentatus Luhman, 1991
- A. eurystomatus Luhman, 1991
- A. fennicus Sawoniewicz, 1990
- A. flavipes Luhman, 1991
- A. gracilis Kriechbaumer, 1893
- A. latioris Luhman, 1991
- A. nigripes Luhman, 1991
- A. orientalis Luhman, 1991
- A. pentatylus Luhman, 1991
- A. pilosus Luhman, 1991
- A. pseudopustulae Luhman, 1991
- A. pustulae Luhman, 1991
- A. pyrrhoborealis Luhman, 1991
- A. rugosus Luhman, 1991
- A. salicis Luhman, 1991
- A. satageus (Cresson, 1874)
- A. tetratylus Luhman, 1991